# Gräfsblock

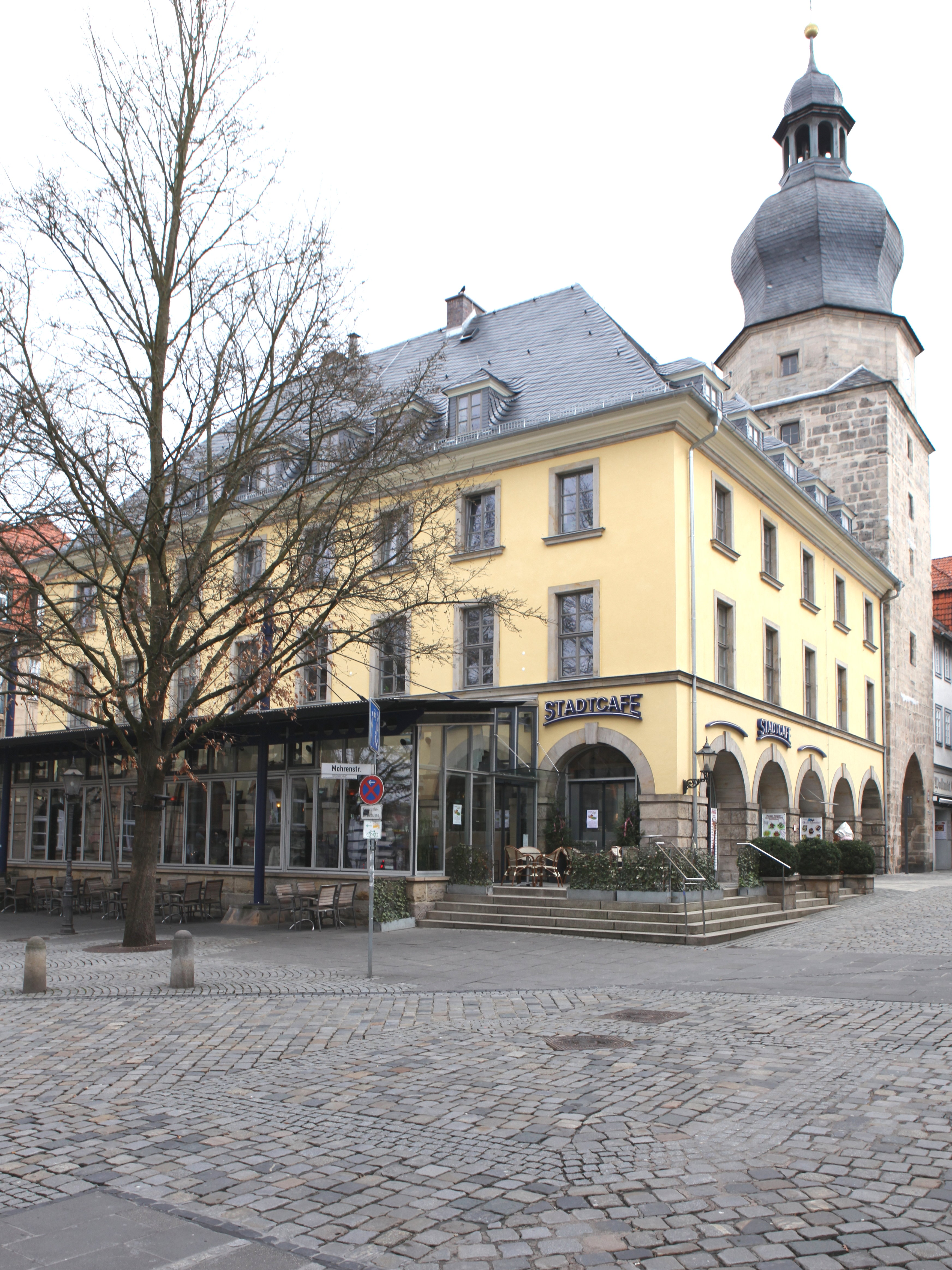
Gräfsblock in Coburg, Süd-West-Fassade mit Spitaltor im Hintergrund

Der Gräfsblock ist ein Wohn- und Geschäftshaus in Coburg im Steinweg 1. Das denkmalgeschützte Gebäude entstand 1937 im Rahmen einer punktuellen Altstadtsanierung nach Plänen des Coburger Architekten Reinhard Claaßen. Maßgebenden Einfluss auf die Gestaltung hatte Paul Schultze-Naumburg.

## Geschichte
Im Jahr 1904 erwarb die Stadt Coburg einen Häuserblock in der Spitalgasse, um diesen abzubrechen und einen Straßendurchbruch für eine Verbindung zwischen der Mohrenstraße und der Altstadt zu schaffen. Im Jahr 1909 wurden ein paar Gebäude abgebrochen. Einige Häuser am Spitaltor blieben vorerst stehen, der sogenannte Gräfsblock, benannt nach dem Kaufmann Max Gräf, der dort ein Lebensmittelgeschäft betrieb. Fehlende finanzielle Mittel der Kommune verhinderten in den folgenden Jahrzehnten eine Sanierung. In den vier maroden, mittelalterlichen Häusern wohnten Anfang der 1930er Jahre 56 Menschen.
Als eine der ersten Städte Bayerns beantragte daher die Stadtverwaltung, der seit 1931 als Erster Bürgermeister der nationalsozialistische Politiker Franz Schwede vorstand, Fördermittel für die Altstadtsanierung, die aufgrund des Wohnsiedlungsgesetzes des Reichsarbeitsministeriums vom 22. September 1933 zur Verfügung gestellt wurden. Die Sanierung sollte im Zug von Arbeitsbeschaffungsmaßnahmen erfolgen. Zwischen Oktober 1933 und April 1934 wurden die vier alten Gebäude abgetragen. Im April 1934 folgte für den Neubau die Auslobung eines Ideenwettbewerbs. Das Bauwerk musste im Heimatschutzstil gestaltet werden, künstlerischer Berater der Stadt war Paul Schultze-Naumburg. Die Arbeit des Coburger Architekten Arthur Bergmann wurde als bester Entwurf ausgewählt. Zur Realisierung kam allerdings der Entwurf des Stadtbauamtes, der vermutlich von Reinhard Claaßen oder Paul Schultze-Naumburg stammte. Die Pläne mussten unter anderem nach einer Vorlage im bayerischen Innenministerium überarbeitet werden. Claaßen arbeitete die künstlerischen Details aus. Am 29. Juni 1936 wurde der Grundstein gelegt, am 10. Oktober 1936 war Richtfest und am 1. August 1937 folgte die Einweihung. Die lokale NS-Propaganda bezeichnete das Bauwerk als „Musterbeispiel praktischer Altstadtsanierung“. Das Gebäude sollte ein Symbol für die Schaffenskraft des Dritten Reiches und der Stadtregierung sein. Der neu entstandene Platz vor dem Gräfsblock hatte bis 1945 die Bezeichnung „Platz der Alten Garde“. Im Jahr 2022 wurde der namenlose Platz nach der Coburger Jüdin Ilse Kohn benannt, die an dem Platz aufwuchs und 1942 im Konzentrationslager Auschwitz ermordet wurde. 
In dem repräsentativen städtischen Gebäude waren in den Obergeschossen Wohnungen, im Erdgeschoss unter anderem das Fremdenverkehrsamt und im Keller eine Gleichrichterstation des städtischen Gas- und Elektrizitätswerkes untergebracht. Die Baukosten betrugen rund 218.00 RM von denen 38.000 RM durch Fördermittelzuschüsse abgedeckt wurden. Der Reichstreubund Berlin gewährte ein Darlehen in Höhe von 130.000 RM, die städtischen Gas- und Elektrizitätswerke trugen 30.000 RM.
1945 beschlagnahmte die amerikanische Armee den Gräfsblock für die Militärpolizei. Seit 1957 wird das Erdgeschoss vor allem gastronomisch genutzt.

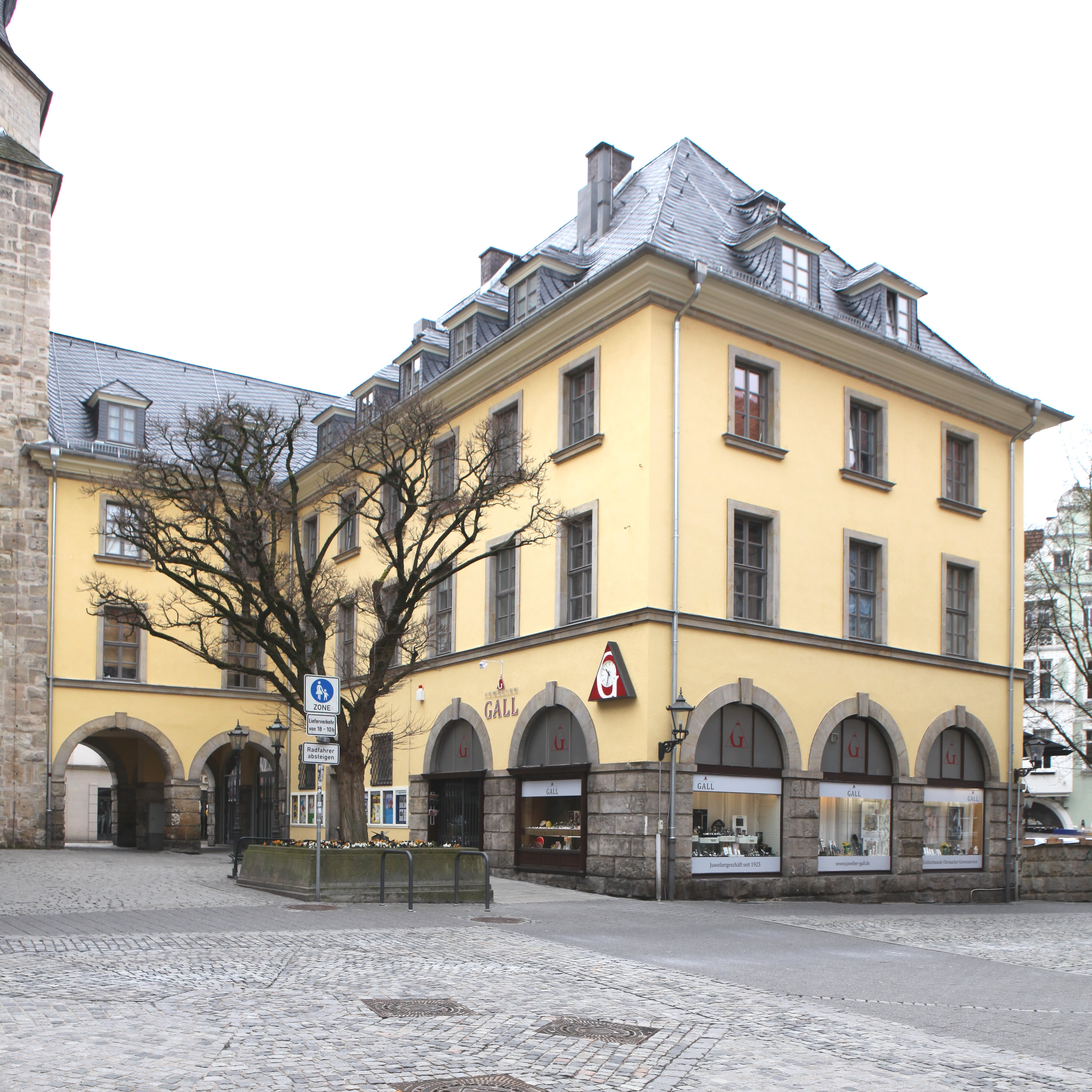
Gräfsblock in Coburg, Nord-Ost-Fassade

## Baubeschreibung
Das an das Spitaltor angebaute Walmdachhaus ist in heimatlicher Bauweise gestaltet worden. Es hat dementsprechend klare und reduzierte Formen und keine aufwändige Schmuckelemente. Die Putzfassade besitzt Sandsteingliederungen, das Dach ist mit Schiefer gedeckt und dunkles Eichenholz wurde für die Türen verwendet.
Das dreigeschossige, unterkellerte zweiflügelige Gebäude mit einem L-förmigen Grundriss hatte ursprünglich 1062 m² Nutzfläche. In den oberen Etagen sind Wohnungen vorhanden. Die Erdgeschossfassade gliedern im Stile eines mittelalterlichen Kaufhauses allseitig rundbogige Arkaden auf Quaderpfeilern. Dort waren fünf Ladengeschäfte vorgesehen.
Die Hauptfassade zur Mohrenstraße besitzt in den Obergeschossen acht Fensterachsen. Die Fenster des ersten Obergeschosses haben ein umlaufendes Profilgesims als Trennung zum Erdgeschoss mit den rundbogigen Arkaden. Die Fenster im zweiten Obergeschoss sind niedriger als im ersten und sitzen auf profilierten Bänken. Umlaufend sind Hausgauben im Walmdach angeordnet. Auf der Westseite war ursprünglich eine von einem bossierten Quadersockel begrenzte Erschließungsterrasse vorhanden. Diese wurde in den 1990er Jahren mit einem flach geneigten Dach und einer Rahmenglasfassade für das Stadtcafé überbaut.